# Α-Hederin

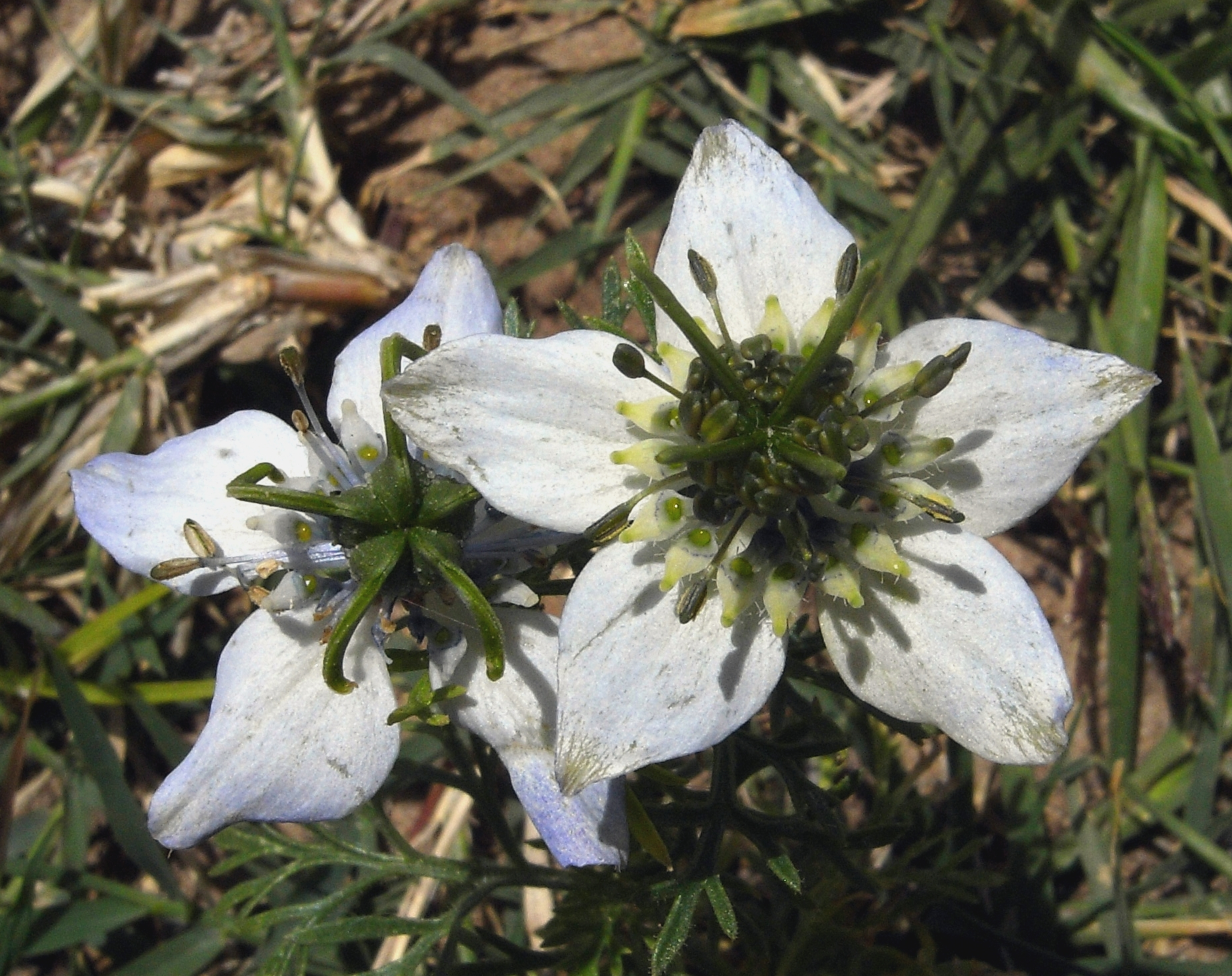
Echter Schwarzkümmel (Nigella sativa)

α-Hederin (alpha-Hederin) ist ein schwach wasserlösliches Saponin und pentacyclisches Triterpenoid, welches sich unter anderem in Pflanzen wie Hedera helix (Gemeiner Efeu), Nigella sativa (Echter Schwarzkümmel), Kalopanax septemlobus (Baumaralie) oder der Gattung der Pulsatilla (Kuhschellen) finden lässt. In diesen Pflanzen entsteht es aus dem Aglykon Hederagenin und kann durch Glykosylierung in das bisdesmosidische Saponin Hederacosid C überführt werden.

## Gewinnung
α-Hederin kann durch enzymatische oder chemische Hydrolyse von Hederacosid C, welches das Hauptsaponin des Efeus ist, gewonnen und danach aufgereinigt werden. Darüber hinaus ist auch eine Teilsynthese ausgehend vom Methylester des Hederagenins beschrieben.

## Medizinische Bedeutung
α-Hederin ist ein verhältnismäßig gut untersuchter Wirkstoff, dem durch präklinische Untersuchungen zahlreiche Eigenschaften zugesprochen werden. Zu diesen Eigenschaften zählen:
- Antiinflammatorisch[3][4][5][6][7]
- Spasmolytisch[8][9][10][11]
- Sekretolytisch[9]
- Antioxidativ[12]
- Antifungal[13]
- Anticancerogen[14][15]
- Antileishmanial[16]

Der Reinstoff spielt klinisch kaum eine Rolle, ist allerdings in Extrakten aus Efeublättern vor allem in Form seiner Vorstufe Hederacosid C enthalten und findet Verwendung in der Behandlung von akuten Bronchitiden und erkältungsbedingten Atemwegserkrankungen. Darüber hinaus ist α-Hederin im islamischen Raum als wichtiger Bestandteil des Schwarzkümmels in der Volksmedizin bekannt.

## Pharmakologische Wirkung

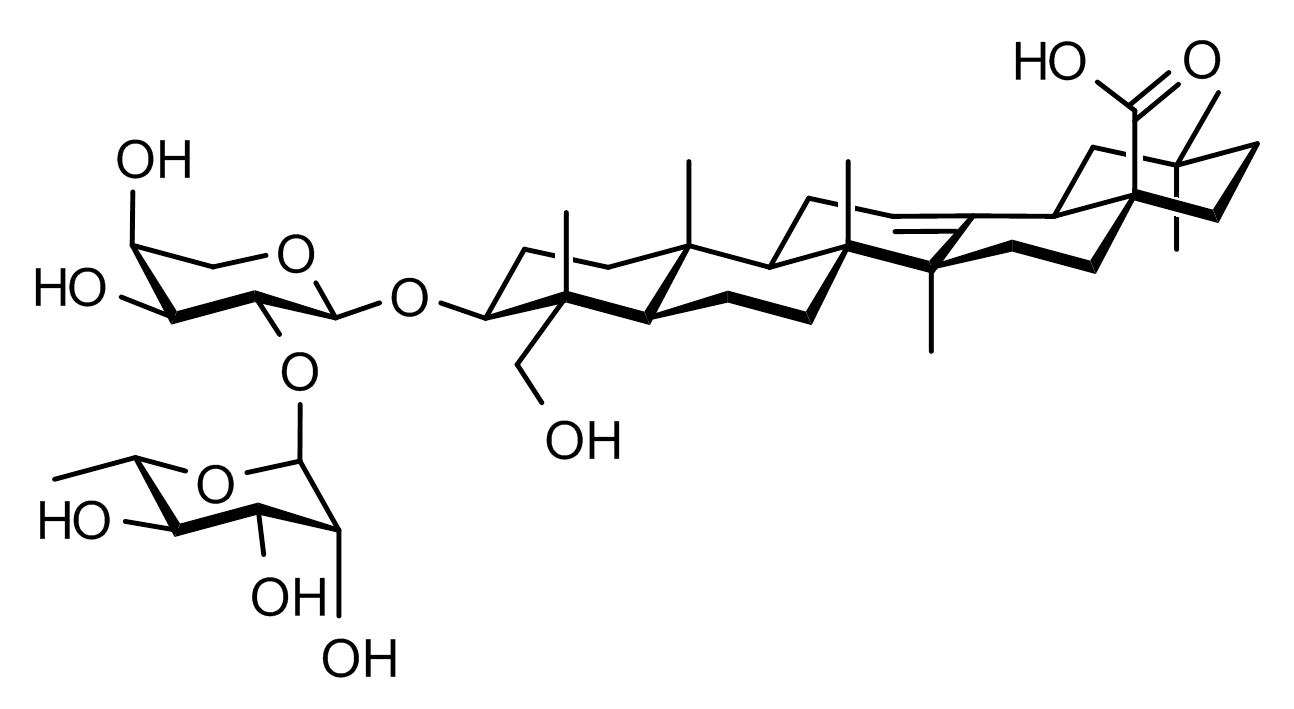
Räumliche Konformationsdarstellung von α-Hederin zur Veranschaulichung der relativ flachen Struktur des lipophilen Triterpengerüsts

Über α-Hederin ist eine selektive Wechselwirkung mit den β2-Adrenozeptoren bekannt, welche sich unter anderem vermehrt in den Atemwegen wiederfinden lassen. β2-Adrenozeptoren werden bei starker Stimulation von den jeweiligen Zellen (z. B. Typ II Alveolarzellen oder Zellen der glatten Bronchialmuskulatur) internalisiert, d. h. von der Zelloberfläche entfernt, um die Ansprechbarkeit durch den natürlichen Rezeptoragonisten Adrenalin zu senken. 
Nach Aktivierung ausreichend vieler β2-Adrenozeptoren kommt es in Folge erhöhter intrazellulärer cAMP-Konzentration zur Phosphorylierung des Rezeptors durch zwei verschiedene Enzyme (PKA und GRK2), die letztlich die Translokation der phosphorylierten Rezeptoren zu sogenannten Coated Pits auslösen, wo in der Folge die Internalisierung der Rezeptoren stattfindet. α-Hederin fungiert als indirekter GRK2-Inhibitor, was bedeutet, dass α-Hederin nicht als GRK2-Blocker zu verstehen ist, sondern vielmehr den Zugang zur Phosphorylierungsstelle des β2-Adrenozeptor für GRK2 soweit erschwert, dass es zu keiner ausreichenden Phosphorylierung kommt. Dadurch wird die Internalisierung verhindert und β2-Adrenozeptoren bleiben in großem Maße auf der Zelloberfläche vorhanden, wo sie die durch Adrenalin vermittelten Effekte (z. B. durch erhöhte cAMP-Konzentrationen bedingte Surfactant-Sekretion und Bronchodilatation) verstärken können.
Auch der Mechanismus der antiinflammatorischen Wirkung wird in einer Beeinflussung des β2-adrenergen Signalwegs vermutet. So gibt es einen positiven Zusammenhang zwischen der Expression von Interleukin-6 (IL-6) und der β2-adrenozeptorvermittelten Expression von β-Arrestin 2. β-Arrestin 2 bindet an den IκBα-NFκB-Komplex, wodurch eine Phosphorylierung durch die IκB Kinase gehemmt wird. Fehlt die Phosphorylierung, kann dieser Komplex nicht gespalten werden, NFκB kann nicht in den Zellkern transloziert werden und das Gen, z. B. das für IL-6, nicht transkribiert werden. Hierdurch wird schließlich weniger IL-6 gebildet. Auch eine Verhinderung der Internalisierung des Toll-Like-Receptor 4 wird diskutiert.
Für die anticancerogene Wirkung von α-Hederin wird seine spezielle Interaktion mit der Membran verantwortlich gemacht, die deren Cholesterolgehalt drastisch zu senken vermag.

## Sicherheitshinweise
In höheren Konzentrationen wirkt α-Hederin im Zellversuch hämolytisch (HD50 < 30 µM).